# ابراهیم‌آباد (زنجانرود)
ابراهیم‌آباد روستایی در دهستان غنی بیگلو بخش زنجانرود شهرستان زنجان استان زنجان ایران است.

## جمعیت
بر پایه سرشماری عمومی نفوس و مسکن در سال ۱۳۹۵ جمعیت این روستا ۱۱۷ نفر (۳۴خانوار) بوده‌است.